# Huty
Huty – wieś (obec) na Słowacji położona w kraju żylińskim, w powiecie Liptowski Mikułasz.

## Położenie
Pola i zabudowania miejscowości Huty znajdują się w dolinie Huciańskiego Potoku i należą do dwóch mezoregionów geograficznych. Prawe stoki doliny Huciańskiego Potoku należą do Skoruszyńskich Wierchów, lewe do Tatr Zachodnich. Pomimo takiego położenia Huty, podobnie jak sąsiednie wsie Wielkie i Małe Borowe, są wsią liptowską.

## Historia
Pierwsze wzmianki o miejscowości pochodzą z roku 1545. Powstała ona wokół działającej od początków XVI w. huty szkła osadzeniem polskiej, katolickiej ludności z Górnej Orawy. Z czasem nowi mieszkańcy, poza pasterstwem, zajęli się również rzemiosłem szklarskim. Miejscowi wędrowni szklarze, szklący okna i święcone obrazy, byli znani na całych Górnych Węgrzech, a także na polskiej Orawie i na żywiecczyźnie. Jeszcze w latach międzywojennych zajęciem tym zajmowało się do 200 mężczyzn. Z czasem mieszkańcy zajęli się także wyrobem sit i rzeszot, pleceniem koszy i wyrobem drewnianych naczyń. Po II wojnie światowej wielu z nich podjęło pracę w zakładach przemysłowych w Niżnej i Trzcianie, a nawet w kopalniach Zagłębia Ostrawsko-Karwińskiego.

## Demografia
Jeszcze pod koniec lat 70. XX w. liczba mieszkańców wsi sięgała 500. Poczynając od lat 80. miejscowość zaczęła się szybko wyludniać. Według danych z dnia 31 grudnia 2010, wieś zamieszkiwały 192 osoby, w tym 99 kobiet i 93 mężczyzn.

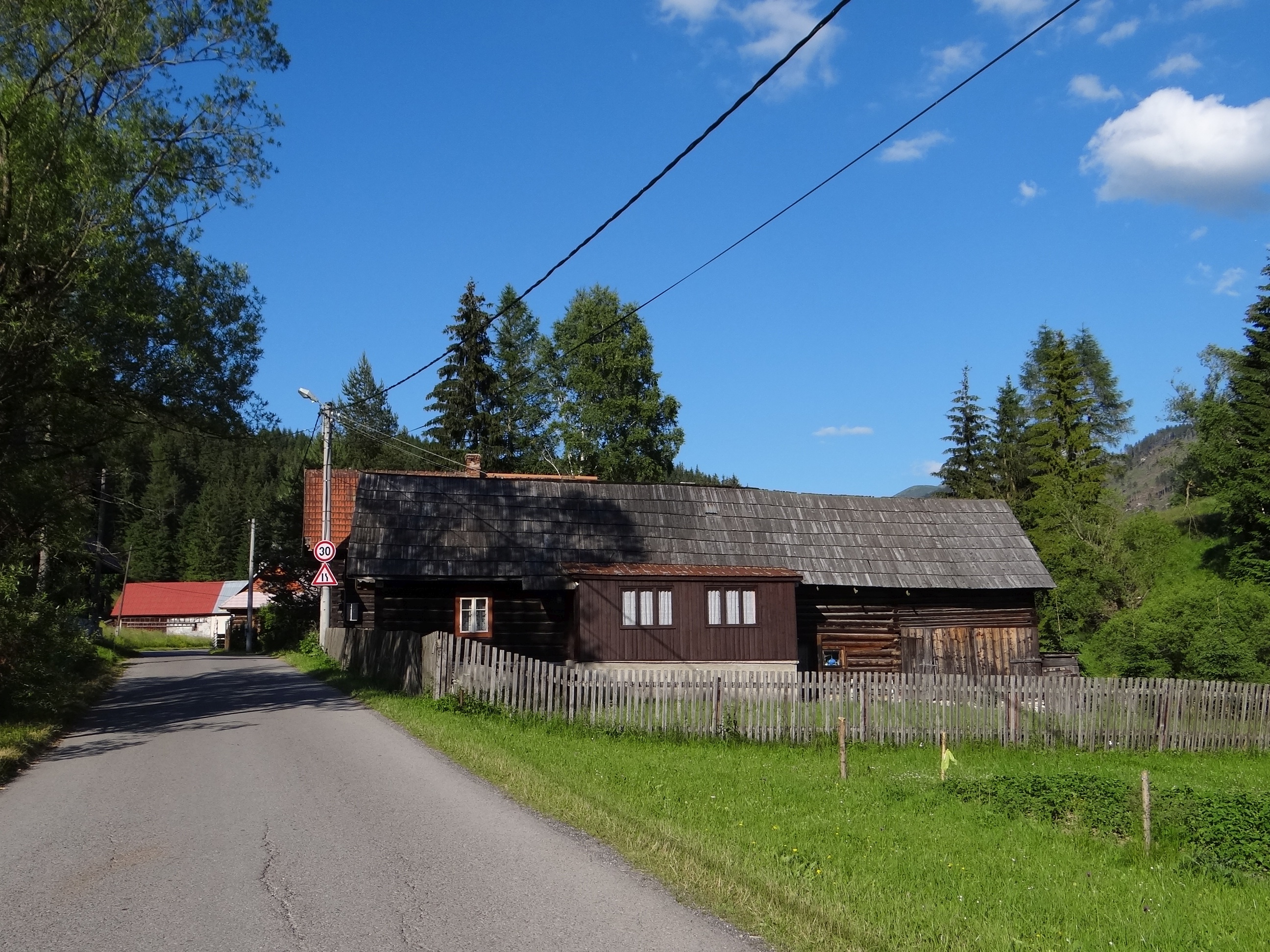
Drewniana zabudowa

W 2001 roku rozkład populacji względem narodowości i przynależności etnicznej wyglądał następująco:
- Słowacy – 99,15%
- Czesi – 0,85%

## Kultura
We wsi jest używana gwara przejściowa słowacko-orawska. Gwara orawska jest zaliczana przez polskich językoznawców jako gwara dialektu małopolskiego języka polskiego, przez słowackich zaś jako gwara przejściowa polsko-słowacka.